# The Twilight Saga: Eclipse
The Twilight Saga: Eclipse (bra: A Saga Crepúsculo: Eclipse; prt: A Saga Twilight - Eclipse) é um filme estadunidense, dos gêneros fantasia e romance, lançado em 2010, sendo a terceira produção da série The Twilight Saga (2008-2012).
Dirigido por David Slade, e com roteiro adaptado do livro de mesmo nome, feito por Melissa Rosenberg, o filme é a terceira adaptação da série de romances Twilight, da escritora Stephenie Meyer, sendo os dois primeiros Crepúsculo (2008) e Lua Nova (2009).
O filme conta com o mesmo elenco dos filmes anteriores da saga: Kristen Stewart, Robert Pattinson e Taylor Lautner como Bella Swan, Edward Cullen e Jacob Black, respectivamente; mas
Rachelle Lefevre, que interpretara Victoria nos dois primeiros filmes da série, foi substituída por Bryce Dallas Howard.
Este foi o primeiro filme da série a ser lançado em IMAX, e possui cenas que foram reveladas no  livro lançado em 2010, A Breve Segunda Vida de Bree Tanner, spin-off de Twilight, e que se passa na mesma época do livro.
Apesar de ficar atrás do outros quatro títulos da franquia (Crepúsculo, Lua Nova e Amanhecer Parte 1 e Parte 2) em ganhos mundiais de bilheteria, Eclipse é o filme de maior sucesso da saga em receita nos Estados Unidos e Canadá. Foram US$ 300,5 milhões em rendimentos, tendo contado com um orçamento de US$ 68 milhões. No restante do mundo, a produção faturou quase US$ 400 milhões.

## Sinopse
Em Eclipse, Bella precisa decidir entre permanecer humana, ficar com Jacob e vulnerável aos Volturi por ser a única humana que sabe da existência de vampiros, e o amor de Edward, ser transformada em uma vampira. Enquanto isso, uma série de mortes passa a acontecer em Seattle, uma cidade perto de Forks e os Cullen percebem que se trata de vampiros recém-criados, que são mais fortes e têm dificuldade de controlar sua sede por sangue. Eles então descobrem que estão sendo criados por Victoria que busca vingança pela morte de seu parceiro James, que foi morto por Edward, ela conta com a ajuda de Riley, que comanda os novos vampiros.
Victoria deseja matar Bella, para que Edward sinta a mesma dor que ela sentiu quando James foi destruído. Como os recém-criados são muito fortes, perigosos e sedentos de sangue, Edward pensando em Bella, opta por não participar da luta, ele vai acampar com a amada durante a batalha, para garantir sua segurança. Antes da luta, Jacob acaba por descobrir que Bella irá casar com Edward. Jacob ama a Bella, e sentindo se frustrado, acaba por decidir que irá lutar contra os recém - criados. Depois da discussão, Bella pediu a Jacob para lhe beijar, convencendo-o que voltaria para ela.  Lobos e Vampiros se juntam para proteger Bella e para lutar com os novos vampiros.
Riley, Victoria e demais vampiros recém-criados chegam para o embate contra Os Cullen e os lobos. A luta logo começa. Mas Victoria logo percebe que Edward e Bella não estão lá. Ela e Riley vão para montanha, local onde Edward e Bella estão acampando. Edward consegue ler os pensamentos dos dois, e ele logo se prepara para quando eles chegarem.
Riley e Victoria chegam a montanha, Victoria ordena que Riley segure Edward, para que ele veja Bella morrendo, porém antes que ele fizesse qualquer coisa, Seth, um dos lobos avança contra ele e decepa sua mão, ele pede ajuda a Victoria mas ela não o ajuda, logo em seguida o Seth o mata violentamente. Victoria tenta matar Bella, porém Edward interfere, por fim ele consegue matá-la. A luta contra os novos vampiros acaba logo em seguida. Alguns dos lobos terminam machucados. Todos os vampiros recém-criados são mortos (exceto por uma que se rendeu pacificamente) pelos Cullen e tem seus corpos queimados em uma fogueira. Logo após o término da luta, Jane aparece comandando outros quatro guardas Volturi para liquidar os recém-criados, mas ao chegar descobre que os Cullen já haviam resolvido o problema. Ela vê a vampira que se rendeu pacificamente, mas decide destruí-la mesmo assim. Ela também vê que Bella ainda é humana e ameaça contar tudo a Aro (Líder dos Volturi) sobre a desobediência dos Cullen, mas Carlisle promete que em breve irá transformá-la. Depois de muita conversa, Jane acredita e vai embora junto com os outros guardas Volturi.
A cena final mostra Bella dizendo a Jacob que escolheu Edward, ou seja decidiu virar vampira, Jacob fica triste mas ele diz que respeita a escolha da amada. Depois disso ela e Edward vão para o jardim onde eles se conheceram verdadeiramente. Edward entrega um anel de prata a Bella e a pede em casamento, Bella aceita e eles se beijam.

## Elenco

### Os Cullen e os Swan
- Kristen Stewart como Isabella Swan,[11] mais conhecida como Bella, e é uma jovem humana que encontra-se em perigo por estar sendo perseguida por Victoria, além de ter que decidir entre seu amor pelo vampiro Edward Cullen e pelo lobo Jacob Black.
- Robert Pattinson como Edward Cullen,[11] o namorado vampiro de Bella, que pode ler mentes, com exceção da dela.
- Peter Facinelli como Carlisle Cullen,[11] um vampiro médico, figura paterna da família Cullen.
- Elizabeth Reaser como Esme Cullen,[12] esposa de Carlisle e figura materna dos Cullen.
- Ashley Greene como Alice Cullen,[13] uma vampira que têm visões "subjetivas" do futuro e que se torna amiga de Bella.
- Jackson Rathbone como Jasper Hale,[14] um vampiro que treina a família para destruir vampiros recém-criados e que pode manipular emoções. O filme mostra a transformação de Jasper em vampiro, durante a Guerra Civil Americana.[15]
- Nikki Reed como Rosalie Hale,[16] vampira descrita no romance como a pessoa mais bonita do mundo. Assim como Jasper Hale, a transformação de Rosalie em vampira será mostrada através de um flashback.
- Kellan Lutz como Emmett Cullen,[14] membro mais forte da família Cullen.
- Billy Burke como Charlie Swan,[17] pai de Bella e chefe da polícia de Forks.

### Tribo Quileute
- Taylor Lautner como Jacob Black,[11] melhor amigo de Bella, que a ama mais que uma amiga e tenta conquistá-la.
- Chaske Spencer como Sam Uley,[18] líder do bando de lobos que protege os humanos de vampiros predadores.
- Tinsel Korey como Emily Young,[19] noiva de Sam e figura materna do bando de lobos.
- Tyson Houseman como Quil Ateara,[20] um dos melhores amigos de Jacob e membro do bando.
- Alex Meraz como Paul,[21] um membro instável do bando.
- Kiowa Gordon como Embry Call,[22] um dos melhores amigos de Jacob.
- Bronson Pelletier como Jared,[23] um membro do bando de lobos.
- Julia Jones como Leah Clearwater,[24] a primeira e única mulher do bando.
- Booboo Stewart como Seth Clearwater,[24] irmão mais novo de Leah.
- Gil Birmingham como Billy Black,[25] um Quileute ancião, pai de Jacob.

### Vampiros nômades
- Bryce Dallas Howard como Victoria,[9] uma vampira que quer matar Bella para vingar a morte de seu parceiro, James.
- Xavier Samuel como Riley Biers,[26] um vampiro criado por Victoria para ajudá-la em sua vingança.
- Jodelle Ferland como Bree Tanner,[24] uma vampira recém-criada.
- Catalina Sandino Moreno como Maria,[27] a vampira que transformou Jasper Hale em vampiro.
- Kirsten Prout como Lucy,[28] uma vampira que ajuda Maria a criar um exército de vampiros.
- Leah Gibson como Nettie,[29] vampira que acompanha Maria e Lucy.

### Os Volturi
- Dakota Fanning como Jane,[30] membro da guarda dos Volturi que tem a habilidade de torturar as pessoas com ilusões de dor.
- Cameron Bright como Alec,[31] irmão gêmeo de Jane, pode controlar e apagar os sentidos das pessoas.
- Charlie Bewley como Demetri,[32] um membro da guarda dos Volturi, capaz de encontrar as pessoas através dos seus pensamentos, sendo chamado de rastreador.
- Daniel Cudmore como Felix,[33] um violento e o mais forte membro da guarda dos Volturi.

### Humanos
- Christian Serratos como Angela Weber,[34] amiga mais próxima de Bella.
- Michael Welch como Mike Newton,[34] amigo de Bella.
- Anna Kendrick como Jessica Stanley,[34] amiga de Bella.
- Justin Chon como Eric Yorkie,[34] amigo de Bella que se relaciona com Angela.
- Jack Huston como Royce King II,[35] filho rico de um banqueiro, foi noivo de Rosalie antes dela tornar-se vampira.
- Sarah Clarke como Renée Dwyer,[34] mãe da Bella.

## Produção

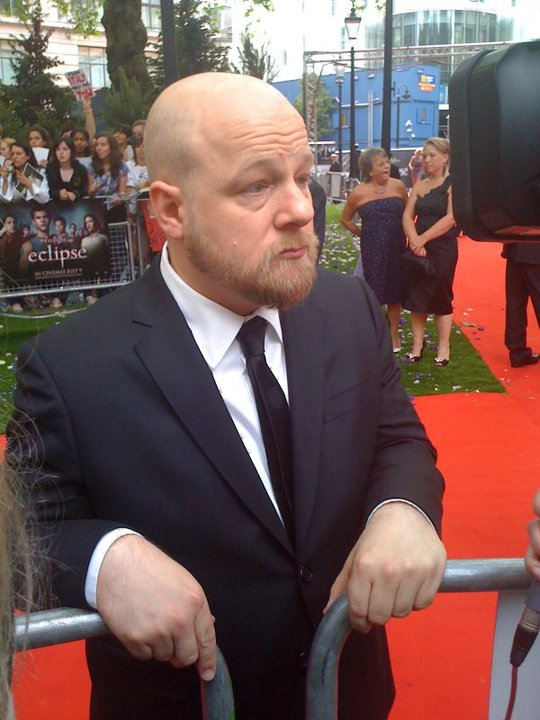
O diretor David Slade durante a premiere de Eclipse.

### Desenvolvimento
A Summit Entertainment confirmou a produção do filme em fevereiro de 2009. O diretor de New Moon, Chris Weitz, foi substituído por David Slade como diretor de Eclipse, que, assim como os dois primeiros filmes, tem seu roteiro escrito por Melissa Rosenberg. As filmagens ocorreram entre 17 de agosto de 2009 e 29 de outubro de 2009, nos Vancouver Film Studios. A Summit Entertainment, juntamente com a IMAX Corporation, divulgou que Eclipse foi o primeiro filme da série Crepúsculo a ser mostrado nas telas do IMAX, além dos cinemas comuns.
Em janeiro de 2010, uma cópia do preliminar do roteiro do filme vazou na internet, em formato PDF. A cópia, de 110 páginas, pertenceria ao ator Jackson Rathbone.

### Escolha do elenco
A atriz Rachelle Lefèvre não voltou a interpretar a personagem Victoria neste filme, por causa de conflitos em sua agenda; a atriz durante as filmagens do Eclipse trabalhou numa produção de outro filme. Bryce Dallas Howard retratou a personagem em seu lugar. Xavier Samuel foi escolhido para interpretar o personagem Riley, um recém-criado que se une a Victoria em sua tentativa de matar Bella, e Catalina Sandino Moreno é Maria, a vampira que transformou Jasper Hale. Jack Huston retratou Royce King II, um humano que viveu durante a Grande Depressão e foi noivo de Rosalie Hale, enquanto Jodelle Ferland interpretou a personagem Bree.

### Música
Em janeiro de 2010, foi confirmado que a trilha sonora score de Eclipse seria composta por Howard Shore, que trabalhou na trilogia de O Senhor dos Anéis. A trilha sonora foi lançada em 8 de junho de 2010, pela Atlantic Records em parceria com a Chop Shop Records. Seu primeiro single foi uma canção da banda Muse, que participou das trilhas dos dois filmes anteriores da série, intitulada "Neutron Star Collision (Love is Forever)", liberada em 17 de maio de 2010, nas rádios.

### Classificação indicativa
Em seu país de origem, Eclipse recebeu, assim como os filmes anteriores da série, uma classificação PG-13, atribuída pela Motion Picture Association of America (MPAA). Desta forma, a trama recebeu o título "pais fortemente advertidos". No Brasil, o Departamento de Justiça, Classificação, Títulos e Qualificação (DEJUS) considerou o romance como "impróprio para menores de 14 anos", por conter "cenas de assassinato e mutilação". Em Portugal, a película obteve da organização Inspecção-Geral das Actividades Culturais, pertencente ao Ministério da Cultura, uma tarja M/12, o que a torna "apta para crianças maiores de 12 anos". A classificação segue a recomendação que "devido à sua extensão e complexidade, pode provocar nos espectadores mais jovens fadiga e traumas psiquiátricos. Espectadores mais jovens devem ser acompanhados por um adulto".

## Divulgação
Em 10 de março de 2010, foi liberado um teaser trailer de dez segundos do filme, com cenas de Bella Swan com Edward Cullen e Jacob Black. No dia seguinte, o primeiro trailer completo foi lançado. Em 19 de março de 2010, o DVD e o blu-ray de Lua Nova foi lançado, com a Ultimate Fan Edition, do Wal-Mart, contendo uma especial de 7 minutos sobre Eclipse. O segundo trailer, e final, do filme foi exibido em 23 de abril de 2010, durante no talk show apresentado por Oprah Winfrey, e foi geralmente bem recebido. No mês seguinte, os atores Robert Pattinson, Taylor Lautner, Kristen Stewart e Dakota Fanning participaram do programa, para promover o filme, e parte da platéia assistiu a uma versão ainda não finalizada do filme.

## Recepção
Eclipse arrecadou US$30 milhões nas sessões de meia-noite da estréia nos Estados Unidos, quebrando o recorde de US$26,3 milhões que pertencia ao filme anterior da série, Lua Nova. No Brasil, o filme arrecadou R$4,5 milhões em seu primeiro dia de lançamento, com um público de cerca de 600 mil. Nos primeiros cinco dias de exibição no país, cerca de dois milhões de espectadores assistiram Eclipse nos cinemas, com faturamento de R$18,9 milhões.
O filme foi recebido com críticas geralmente médias ou mistas. Segundo o Rotten Tomatoes, baseado em 177 críticas recolhidas, obteve 50% de aprovação. Por comparação, o Metacritic lhe atribuiu uma média de 58/100, baseado em 38 críticas. Eclipse foi considerado por parte dos críticos como o melhor filme da série até então.
Eclipse foi indicado no Framboesa de Ouro 2011 nas categorias de Pior Filme, Pior Diretor, Pior Ator (Taylor Lautner e Robert Pattinson), Pior Atriz (Kristen Stewart), Pior Ator Coadjuvante (Jackson Rathbone), Pior Dupla ou Elenco, Pior Roteiro e Pior Sequência, Refilmagem, Prelúdio ou Derivado. Rathbone venceu seu prêmio, que também incluía sua performance em The Last Airbender. No MTV Movie Awards 2011, venceu nas categorias Melhor Ator (Robert Pattinson), Melhor Atriz (Kristen Stewart), Melhor Cena de Luta (Robert Pattinson vs. Bryce Dallas Howard e Xavier Samuel) e Melhor Filme.

## Lançamento em DVD e blu-ray
O lançamento de Eclipse nos formatos DVD e blu-ray foi marcado para 4 de dezembro de 2010 nos Estados Unidos. A edição com dois discos irá conter comentários em áudio de Robert Pattinson e Kristen Stewart; comentários em áudio de Stephenie Meyer e Wyck Godfrey; oito cenas deletadas e cenas estendidas, um documentário de 90 minutos; uma galeria de fotos; videoclipes de Muse e Metric, entre outros bônus.